# Sidi Yahia
Sidi Yahia est un quartier situé dans la commune d'Hydra  dans la wilaya d'Alger. Il est limité au nord par la cité Sonatrach, au sud par Bir Mourad Rais, à l'est par Hydra et à l'ouest par Said Hamdine. Il est éloigné de 3,7 km d'Alger. Il tire son nom d'un célèbre marabout du nom de Sidi « Yahia Ettiar » auquel on a donné son nom à une mosquée dans ce quartier de Hydra. Un livre datant de 1860 d'Albert Delvoux le cite dans sa page 265[source insuffisante].